# Efecte badoc
L'efecte badoc és el causat per la gent que redueix la velocitat per mirar el que ha passat quan ha tingut lloc un accident de trànsit.
De vegades s'ha anomenat impròpiament efecte tafaner
Sovint genera veritables embussos de trànsit, moltes vegades en el carril contrari, sense altre motiu que el fet que la gent mira i redueix la velocitat.
Pot arribar a causar un altre accident, sobretot si es frena bruscament. Diu Eduardo Seco comandant de la Guàrdia Civil:
| « | La distracció causada al mirar un accident, dels vehicles que circulen en sentit contrari al lloc on ha passat, provoquen un altre accident de vegades més greu... | » |

Els experts recomanen seguir la marxa sense mirar cap al costat on s'ha produït un accident.
Si es decideix parar per a ajudar cal
1. No frenar bruscament.
2. Mirar si ve algú pel darrere.
3. Parar en un lloc segur senyalant bé la maniobra.
4. Molta cura en travessar la via, els altres poden no haver-ho vist.